# Kazimierz Brandys

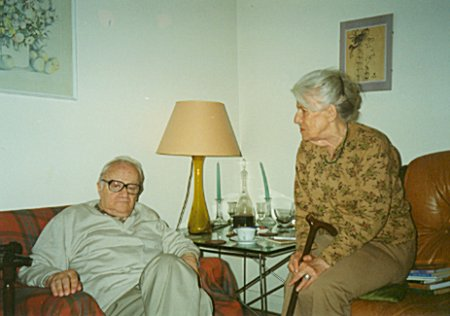
Kazimierz Brandys och Maria Zenowicz-Brandys I Paris 1998

Kazimierz Brandys, född 27 oktober 1916 i Łódź, död 11 mars 2000 i Paris, var en polsk essäist och romanförfattare.

## Biografi
Kazimierz Brandys var bror till författaren Maria Brandys och make till översättaren Maria Zenowicz. Efter att ha avlagt juristexamen vid universitetet i Warszawa, framträdde han 1935 som teaterkritiker i den litterära månadstidningen Kuźnia Młodych. Mellan 1945 och 1950 tillhörde han redaktionen för veckotidningen Kuźnia.
År 1946 gick han med i kommunistpartiet och var från 1956 talesman för partiets program för ”förnyelse” och ”moralisk upprensning”. Åren 1956-1960 arbetade han på veckotidningen Nowa Kultura.
År 1966 lämnade han kommunistpartiet i protest mot förföljelsen av Leszek Kolakowski och 1976 undertecknade han Letter of 59, en protest mot förändringar i konstitutionen. Under åren 1977 till 1980 tillhörde han redaktionen för Zapis. Från 1978 bodde han utanför Polen och dog i Paris år 2000.
I sitt författarskap har Brandys främst sysselsatt sig med ämnen från andra världskriget, t.ex. ockupationen av Polen och Warszawas fall, som i Samson (1948), som var första delen i en romankvartett.
Efter kriget försvarade han författarnas rätt till yttrandefrihet och kan ses som en representant för den politiska uppmjukningen i Polen kring 1960. Den stora romanen Matka Królów (1957) skildrar en arbetarhustru och hennes barn från andra världskrigets slut till 1956.